# エンタ娘
『エンタ娘』（エンタむすめ）は、2009年3月29日まで広島テレビで放送された広報番組。

## 内容
毎回広島テレビが主催するコンサートや舞台のチケット情報を伝えていた。元は『広島テレビ催し物紹介』というタイトルの番組だったが、西名みずほが担当するようになってからは『エンタ娘』と題して放送されていた。

## 出演者
- 井ノ口あさ子（当時広島テレビアナウンサー）
- 西名みずほ（広島テレビアナウンサー）

## 放送時間
- 月曜 - 金曜 5:19 - 5:20 （『ズームイン!!SUPER』放送開始前）
- 毎日（『日テレNEWS24』のフィラー開始前）